# Prosenchym

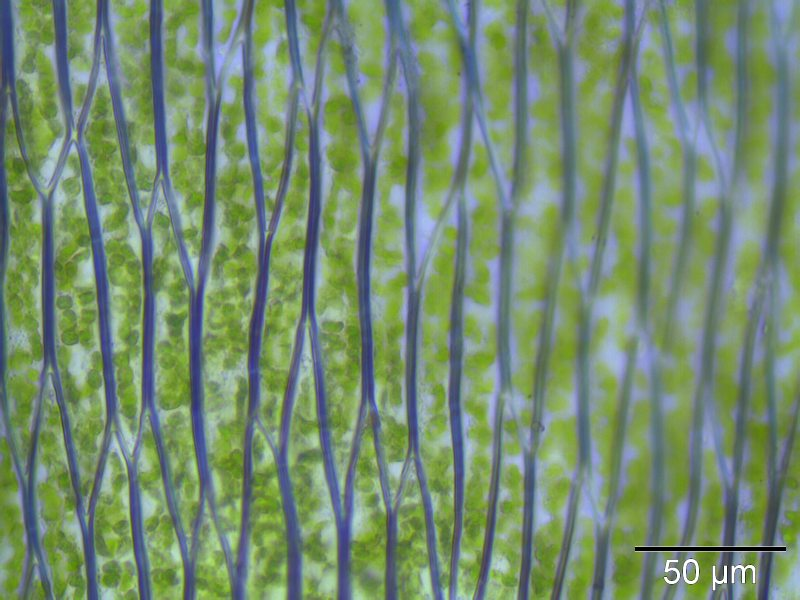
prosenchymatische Laminazellen

Prosenchym (griechisch: Prosenchym) ist in der Botanik die Bezeichnung für langgestreckte, faserähnliche Zellen mit einer Richtung (Anisotropie).
Beispiele sind Tracheiden, Tracheen und Holzfasern. Die Zellen sind häufig lignifiziert und dienen sowohl der Festigung des Gewebes als auch der Leitung von Wasser und Mineralstoffen.